# Lemčíkovití
Lemčíkovití (Ptilonorhynchidae) jsou malí až středně velcí ptáci žijící hlavně na severu Austrálie. Jsou pozoruhodní způsobem, jakým si samec namlouvá samice – staví loubí. Složitost loubí (nejedná se o hnízdo) závisí na druhu, může se jednat jen o hromádku větviček, nebo o složité stavby spletené z větví a listů. Samec loubí dále zdobí rozličnými předměty, nejlépe modré barvy – a lemčíkovi stačí cokoliv: bobule, listy, květy, kamínky, peří, krovky brouků, šnečí ulity, kousky skla, víčka od limonád aj. Každý den lemčíci loubí přestavují a vylepšují, a dávají pozor na sousedy, kteří by jim mohli ozdoby ukrást.
Mezi složitostí loubí a zbarvením samotných ptáků je zajímavý vztah – lemčíci, kteří staví komplikovaná loubí, jsou nenápadní a samec se od samice příliš neliší. A naopak, jednoduchá loubí staví ty druhy, jejichž samec má barevné peří a od samice se odlišuje.
Lemčíka můžeme vidět i v Zoo Praha.

## Rody a druhy
Všichni lemčíkovití mají v češtině rodové jméno lemčík.
- Ailuroedus
  - lemčík bělouchý (Ailuroedus buccoides)
  - lemčík černouchý (Ailuroedus melanotis)
  - lemčík tlustozobý (Ailuroedus crassirostris)
  - lemčík zejkozobý (Ailuroedus dentirostris)
- Amblyornis
  - lemčík oranžovochocholatý (Amblyornis macgregoriae)
  - lemčík prostý (Amblyornis inornatus)
  - lemčík pruhoprsý (Amblyornis subalaris)
  - lemčík zlatočelý (Amblyornis flavifrons)
- Archboldia
  - lemčík papuánský (Archboldia papuensis)
  - lemčík vysočinný (Archboldia sanfordi)
- Chlamydera
  - lemčík plavý (Chlamydera cerviniventris)
  - lemčík skvrnitý (Chlamydera maculata)
  - lemčík velký (Chlamydera nuchalis)
  - lemčík západní (Chlamydera guttata)
  - lemčík žlutoprsý (Chlamydera lauterbachi)
- Prionodura
  - lemčík zlatý (Prionodura newtoniana)
- Ptilonorhynchus
  - lemčík hedvábný (Ptilonorhynchus violaceus)
- Sericulus
  - lemčík hřívnatý (Sericulus bakeri)
  - lemčík královský (Sericulus chrysocephalus)
  - lemčík ohnivý (Sericulus aureus)